# Znaczący inny
Znaczący inny, osoba znacząca – osoba, która w procesie socjalizacji odgrywa istotną rolę przy kształtowaniu się osobowości jednostki społecznej i wpływa na jej zachowania. Pojęcie to zostało wprowadzone do nauk społecznych przez George’a Herberta Meada.
W socjalizacji pierwotnej są to rodzice lub rzadziej opiekunowie. Dziecko nie ma możliwości wyboru znaczących innych, przez co świat społeczny rodziców jest jedynym danym jednostce światem z narzuconymi przez rodziców definicjami. W socjalizacji wtórnej mogą to być inne osoby wywierające znaczny wpływ na system wartości lub wzorce zachowań jednostki – nauczyciele, księża, zwierzchnicy w pracy zawodowej, małżonkowie – zależnie od sytuacji, w jakiej znalazła się jednostka, oraz od wcześniej już ukształtowanych struktur osobowości. Od znaczących innych jednostka społeczna uczy się, często poprzez naśladownictwo, odgrywania podstawowych dla danego społeczeństwa ról społecznych.
W procesie socjalizacji pierwotnej definicje sytuacji przekazywane przez znaczących innych są dla jednostki obietywną rzeczywistością. Ich role i postawy innych są przez dzieci internalizowane, a poprzez identyfikację ze znaczącymi innymi kształtuje się osobowość i tożsamość jednostki.
W trakcie abstrahowania od konkretnych postaw znaczących innych następuje uświadamianie sobie uogólnionego innego, czyli ogólnych ról społecznych i norm.